# 286 (số)
286 (hai trăm tám mươi sáu) là một số tự nhiên ngay sau 285 và ngay trước 287.